# 条尾雀鲷
条尾雀鲷（学名：Pomacentrus taeniurus）为雀鲷科雀鲷属的鱼类，俗名打铁。分布于东非、缅甸、菲律宾、印度尼西亚、澳大利亚、美拉尼西亚以及中国南海等海域。该物种的模式产地在安汶岛。